# Eupogoniopsis tenuicornis
Eupogoniopsis tenuicornis là một loài bọ cánh cứng trong họ Cerambycidae.